# Götala, Motala kommun
Götala är en by i Styra socken i Motala kommun i Östergötland. 
Byn omtalas i de skriftliga källorna första gången år 1382 då Peter i Götala och Toste i Götala var fastar vid Aska häradsting. Två år senare pantsatte Arvid Salt och Bengt Salt all sin ägodel i Götala till Vadstena kloster
Sedan slutet av 1500-talet skiljer man på Övre Götala och Nedre Götala.  

## Boplats från folkvandringstid
En mindre boplats med bland annat två stolpbyggda långhus från slutet av äldre järnåldern (omkring 400-600 efter Kristus) påträffades 2010 av arkeologer vid Nedre Götala 5 kilometer norr om Skänninge i samband med anläggandet av nya riksväg 50 mellan Motala och Skänninge och breddningen av järnvägen till dubbelspår. Frågan om boplatsen varit en ensamgård eller ingått i en större bosättning är ännu obesvarad. Vid Nedre Götala har man tidigare funnit flera gravhögar, skålgropar och andra fornlämningar.

## Namnet
Ortnamnets ursprung är inte klarlagt. Det kan syfta på Götarnas helgedom alternativt Odens helgedom (av Gautr, Guiti som är en omskrivande benämning på Oden) eller avse *gøt 'utflöde, källa' medan -ala skulle kunna komma av *al utifrån grundbetydelsen 'skydd, värn' och syfta på en plats för gemensamma aktiviteter som rätts- och kulthandlingar och kanske också som tillflyktsort i ofredstider, dock enligt Lennart Elemevik främst i namn där al fungerar som förled.
Inte så långt från Götala finns Götevi i Vallerstads socken, första gången omnämnt 6 januari 1352.  Både Götala och Götevi kan mycket väl avse helgedomar eller offerplatser tillägnade guden Oden eller som arkeologen Mats G. Larsson reflekterar över minna om de gamla götarna. Han håller också för öppet att namnledet göt kan syfta på utgjutning eller utflöde.